# Sidon
Saïda (Arabisch صيدا), Zidon of Sidon (Sidunu), (Fenicisch: Ṣydwn) is de op twee na grootste stad in Libanon met ongeveer 200.000 inwoners, aan de Middellandse Zeekust, zo'n 40 kilometer ten noorden van Tyrus en 50 kilometer ten zuiden van de hoofdstad Beiroet. Het woord betekent vishaven. De stad was een van de belangrijke steden van Kanaän. De stad is gelegen in het gelijknamige district Sidon.
De bevolking van de stad bestaat voornamelijk uit soennitische moslims (79 %), tevens uit minderheden van sjiitische moslims (11 %) en christenen (10 %, onder anderen Melkieten, Maronieten, Armeniërs, Syrisch-katholieken, Syrisch-orthodoxen en Latijnse katholieken). Buiten de stedelijke gebieden vormen in het district en de rest van Zuid-Libanon de sjiieten de meerderheid.

## Geschiedenis van Sidon
Sidon was een van de belangrijkste Fenicische steden, mogelijk ook de oudste, naast Baalbek en Tyrus. Van hieruit en vanuit andere havens werd het mediterrane handelsrijk gevestigd. Homeros was vol bewondering voor het vakmanschap in het produceren van glas en purperen kleurstoffen. Van hieruit vertrok ook een groep kolonisten die de stad Tyrus stichtten.

### Oorsprong
Er zijn archeologische aanwijzingen dat de plek van Sidon al rond 4000 v.Chr. bewoond was. Volgens de Bijbel (Genesis 10 : 19) was Sidon, de stichter van de gelijknamige stad, een zoon van Kanaan en een kleinzoon van Cham. In Genesis 49 : 13 wordt vermeld dat Jakob het gebied rond Sidon toewijst aan Zebulon: "Aan de zee zal hij wonen, aan zijn strand schepen ontvangen. Zijn gebied strekt zich uit tot aan Sidon."
Zoals de meeste steden in dit gebied werd Sidon in de vroegste tijden gevormd rond een tempel met aan het hoofd een priesteres-koningin, die het koningschap aan een opvolging van tijdelijk dienstdoende koningen verleende. In 1855 werd de sarcofaag van koning Eshmun’azar II gevonden. Uit een Fenicische inscriptie op het deksel blijkt dat het om een "koning van de Sidoniërs" ging, waarschijnlijk uit de 5e eeuw v.Chr., en dat zijn 'moeder' een priesteres van ‘Ashtart "de Godin van de Sidoniërs" was. In dezelfde inscriptie worden de goden Eshmun en "Ba‘al Sidon" 'Heerser van Sidon' (mogelijk beiden dezelfde) als hoofdgod(en) van de Sidoniërs genoemd. ‘Ashtart wordt betiteld als ‘Ashtart-Shem-Ba‘al '‘Ashtart naam van de heerser', een titel die men ook in Ugaritische teksten aantreft.
Sidon werd ten slotte onder de voet gelopen door plunderende en moordende nomadenstammen afkomstig vanuit het noordoosten, zoals dat gebeurde met de meeste steden van Kanaän en wat beschreven staat in de Bijbel (Deut. 2:32, 3:3-6, Jozua 6:21, 8:25-29, 10:28-40).

### Arameeërs en Egyptenaren
Tot de brandcatastrofe van rond 1200 v.Chr. waren Sidon en het noordelijker gelegen Ugarit de belangrijkste havensteden aan de Syrisch-Libanese kust. De gehele streek stond geruime tijd onder Egyptische invloed, Byblos was hun voornaamste steunpunt in hun strijd met eerst Mitanni en later Hatti. Zo wist Ramses II in zijn campagnes van regeringsjaar 8 en 9 (1271 v.Chr.) toegang tot de kuststeden, waaronder Sidon, zeker te stellen.

### Feniciërs en Assyriërs
In de brandcatastrofe gingen zowel Ugarit als Hatti ten onder en ook Egypte stelde buiten eigen grenzen na Ramses III niet veel meer voor, waardoor ook Byblos aan belang verloor. Voor 1000 v.Chr. fungeerde een relatief bescheiden Sidon als haven voor de Aramese koninkrijken van het binnenland, maar vanaf de 10e eeuw v.Chr. ontwikkelde de stad zich samen met Tyrus en Arvad tot een van de belangrijkste Fenicische havensteden. De drie steden betaalden schatting aan Tiglat-Pileser I (1115-1077) van Assyrië, dat in zijn tijd de enige staat van belang was. De koning werd echter door een van zijn zoons vermoord en na hem verzonk ook dit machtig koninkrijk geruime tijd in verval. Hierdoor kregen voorheen onbelangrijke volkeren zoals Israël de kans hun macht uit te breiden. Ook de Feniciërs maakten van de gelegenheid gebruik. Rond 1000 v.Chr. ontwikkelde Tyrus zich als de belangrijkste havenstad en overvleugelde zijn rivaal Sidon.
De Feniciërs begonnen een uitgebreid handelsrijk op te bouwen doordat de Myceners en Minoers, die voorheen de handel van de zee beheersten, in verval raakten. De Feniciërs grepen hun kans en stichtten kolonies op vele plaatsen langs de kusten van de Middellandse Zee, eerst Kition op Cyprus, later bijvoorbeeld Carthago (814 v.Chr.) en Cádiz in Spanje. In 877 v.Chr. stonden er echter weer Assyrische legers aan de kust en na de veldtocht van Shalmaneser in 841 v.Chr. werd de stad gedwongen weer schatting te betalen. Daarna was het een vazalstaat van Assyrië die beurtelings weer wel en weer niet gehoorzaam was. Tiglat-Pileser II legde beperkingen op aan de handel in hout op Egypte en Palestina en annexeerde een deel van Syrië in 742 v.Chr.. Daarna moest hij zich echter tegen Urartu verweren. Sidon en Tyrus trachtten van de gelegenheid gebruik te maken zich weer onafhankelijk te maken maar in 734 v.Chr. deed Assyrië opnieuw een ingreep om gehoorzaamheid af te dwingen.
In de tijd van Senacherib vormde de stad, daartoe door Egypte aangespoord, onder koning Lulê opnieuw een bondgenootschap met Ascalon en Juda (704 v.Chr.), maar de Assyriërs dwongen Lulê naar Cyprus te vluchten (701 v.Chr.). Koning Abdi-Milkuti kwam in 677 opnieuw tegen de Assyrische koning Esarhaddon in opstand, maar de stad werd ingenomen en verwoest. De bewoners werden afgevoerd naar Assyrië en het gebied van de stad werd aan Tyrus -een trouwe vazal- gegeven.

### Perzen en Grieken
De herbouwde stad werd in 589 v.Chr. door Nabu-kudurri-usur (Nebukadnezar) II opnieuw ingenomen en kwam zo onder Babylonisch bewind. Tyrus bleef bij die gelegenheid -gesteund door het Egypte van Apries- tot 573 v.Chr. taai tegenstand bieden. Na de val van Babylon gingen beide steden in Perzische handen over en maakten deel uit van de satrapie 'Over de Rivier' (de Eufraat). De handel -en daarmee de stad- beleefde opnieuw een bloeitijd, waarbij de stad geleidelijk onder Griekse invloed kwam. Koning Abdasthart (370-358 v.Chr.) was in Athene bijvoorbeeld bekend als Strato. Hij verwierf door het betalen van 10 talenten een bevoorrechte positie voor zijn burgers in Athene. Er was een levendige culturele uitwisseling. Hij voerde musici in uit Griekenland en stuurde beelden naar de tempel van Apollon in Delphi met inscripties in zowel Grieks als Fenicisch. Strato trachtte zich onafhankelijker op te stellen door betrekkingen met het weer onafhankelijke Egypte aan te gaan, maar de Perzen stuurden hun leger op Sidon af. Strato pleegde zelfmoord. Tennes werd zijn opvolger en stelde zijn havens open als uitvalsbasis voor de Perzische vloot.
Na de mislukte inval van Artaxerxes III in Egypte (350 v.Chr.) trachtte Tennes met steun van Egypte en het Cyprus van Pnythagoras opnieuw zijn vrijheid te herwinnen. Nectanebo II stuurde hulp (346 v.Chr.), maar het was niet voldoende. Tennes trachtte daarop verraad te plegen. Hij kwam echter zelf bedrogen uit en werd gedood door de Perzen. De burgers van de stad kozen ervoor zich tot het bittere einde te verzetten. Zij verbrandden hun vloot en kwamen zelf in de vlammen van hun brandende stad om. Zo'n 40.000 mensen werden daarbij gedood (344 v.Chr.). Opnieuw waren het de burgers van rivaal Tyrus die profiteerden van het lot van Sidon. Bij de komst van Alexander de Grote zette het weer herbouwde Sidon hen dat betaald. Tyrus werd maandenlang belegerd en trachtte met brandschepen de schepen van Alexander te vernietigen. Sidon leverde vervangende schepen aan Alexander en uiteindelijk slaagde deze erin Tyrus in te nemen. Nu werd Tyrus op zijn beurt verwoest, de meeste mannen gedood en de overlevende vrouwen en kinderen als slaaf verkocht. Zo hielp Sidon de Macedonische koning een nieuw wereldrijk te stichten. Koning Abdalonymus van Sidon mocht zich nu ook koning van Tyrus noemen.

### Romeinen en Arabieren
De stad en de regio bleven redelijk welvarend, ook onder de Romeinen, totdat de Arabieren het Midden-Oosten bezetten. Omdat zij niet veel behoefte aan havensteden hadden, raakte Sidon in verval. Toen de kruisvaarders de streek bezetten, bloeide de stad weer op doordat de haven een gemakkelijke toegangspoort was vanuit Europa.

### Ottomanen
Ook de Ottomanen hielden de haven in bedrijf en zelfs kan er van bloei gesproken worden toen veel Grieken, Fransen en Turkse handelaars er zich vestigden. In de 17e eeuw, onder Fakhreddin (emir van de Druzen), was het een bloeiend centrum van de zijdehandel.

## Heden
In de Libanese burgeroorlog werd er fel gevochten in de stad wat tot grote verwoestingen leidde. Ook Israël was er verschillende keren aanwezig in acties tegen Hezbollah die in Sidon een steunpunt hebben. Sidon is een belangrijke markt voor landbouwproducten uit de omgeving. Ook zijn er olieraffinaderijen.

## Geboren
- Rafik Hariri (1944-2005), premier van Libanon (1992-1998, 2000-2004) en zakenman